# Fiskeby

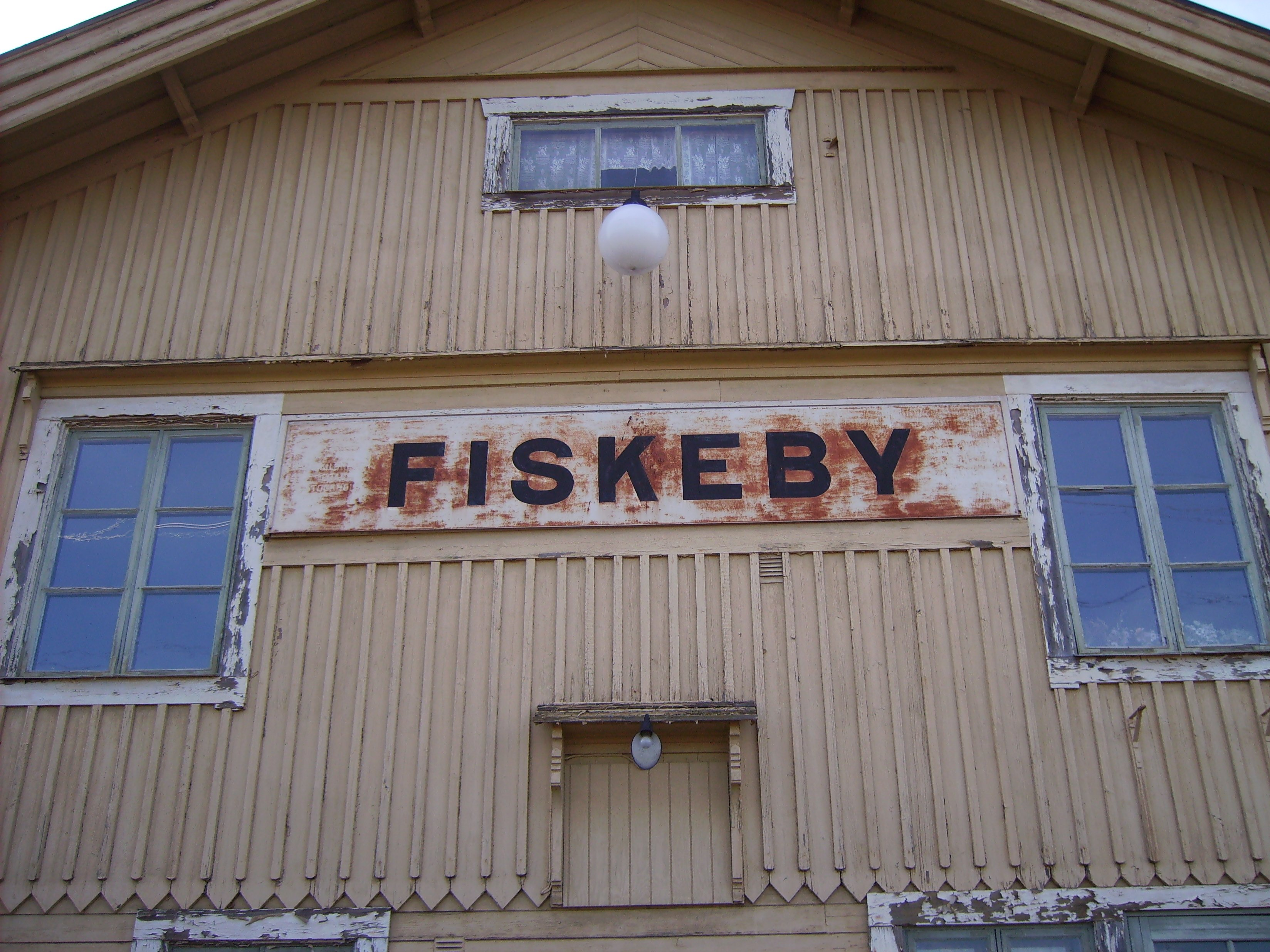
Fiskeby station

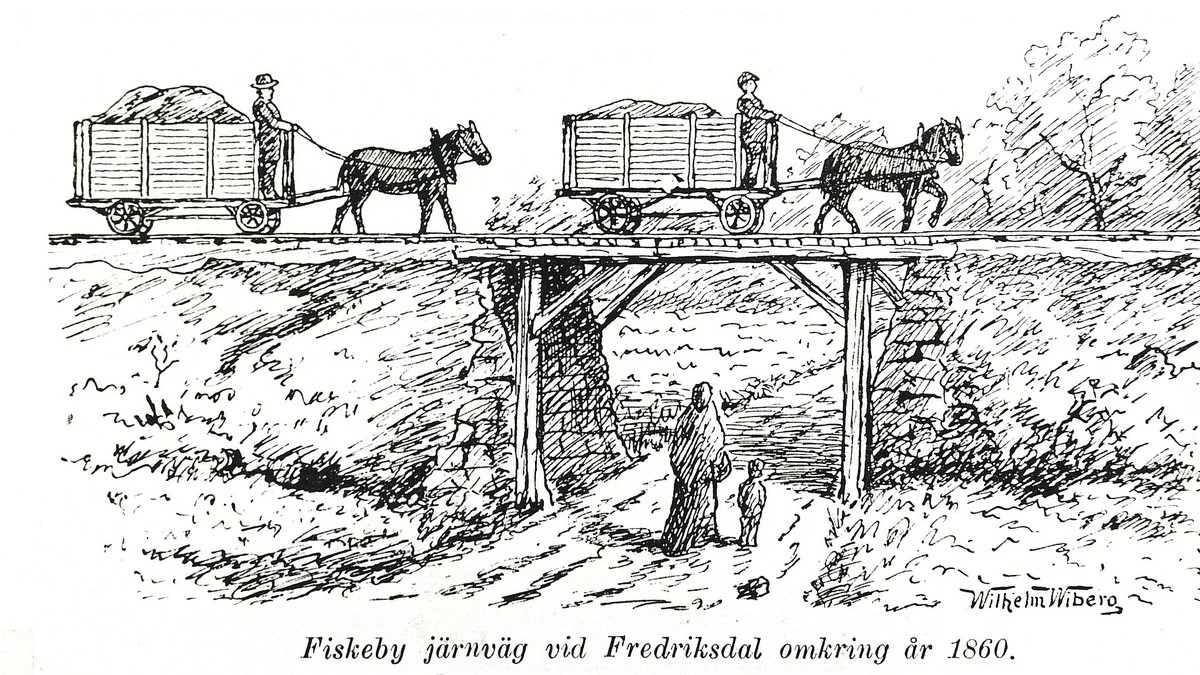
Fiskeby järnväg, här vid Fredriksdal, omkring 1860

Fiskeby är ett område, ursprungligen ett bruk, i Norrköping. Fiskeby har bland annat ett pappersbruk vid ett vattenfall i Motala ström. Vid fabriken fanns Fiskeby station i gulbrun panel 1873-2017 vid Södra stambanan. Motala ström korsas nedströms av ett dubbelspår via en stålbro i två spann, vilken uppfördes 1919–1921. Invid bruket finns Fiskeby bruks herrgård, varav den äldre delen med två våningar i trä härstammar från 1800-talets mitt och den yngre i en våning i putsad sten är från samma århundrades slut.

## Arkeologiska spår av Fiskebys äldsta historia

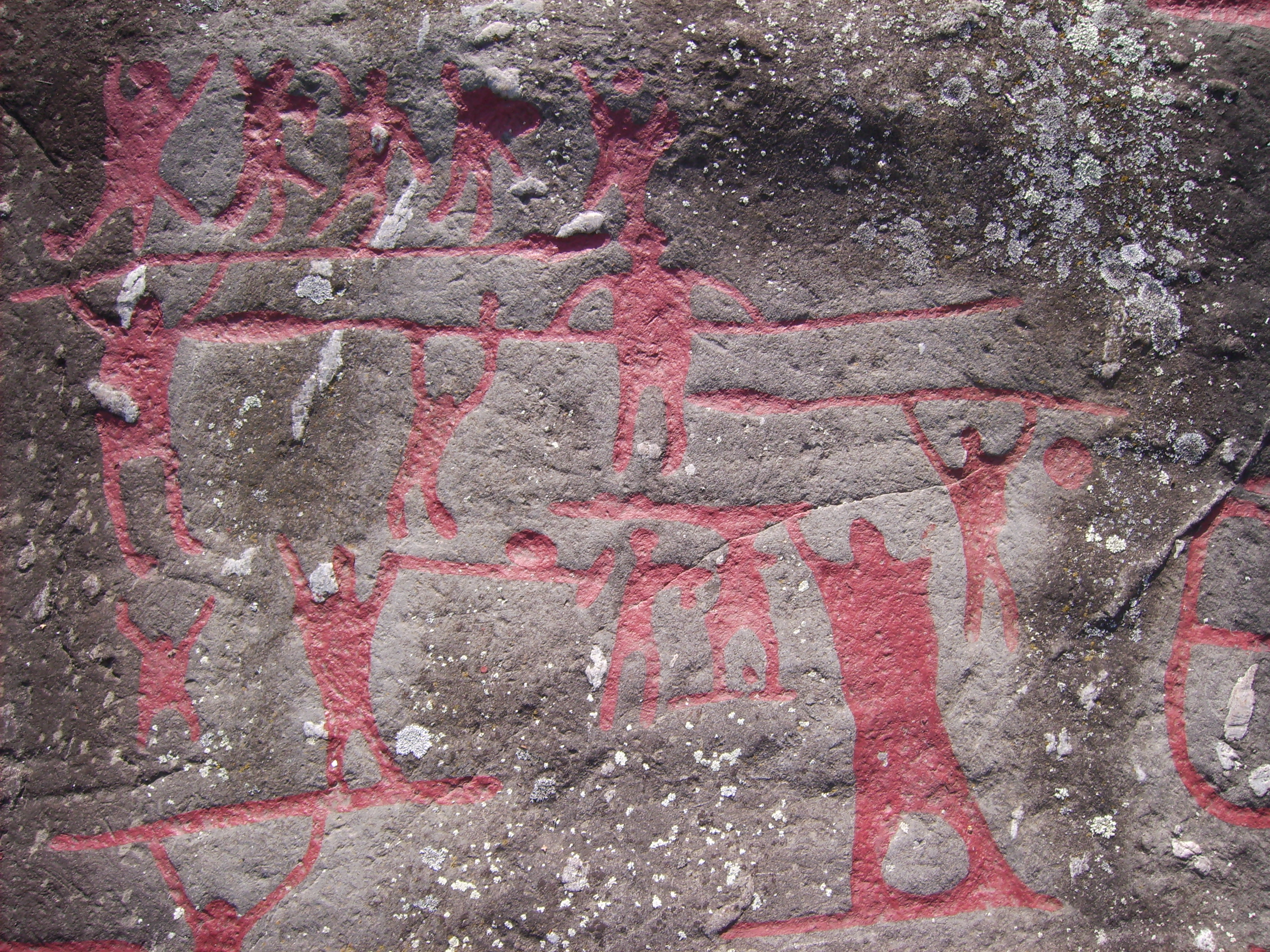
Även om en stor del av forngravarna är borttagna i Fiskeby, så kan man beskåda fornfolkets hällristningar.

Fram till 1950-talets början fanns i Fiskeby ett stort förhistoriskt gravfält à 75 x 100 meter med 520 säkra gravar, de äldsta från bronsålderns slut. Det användes även under järnåldern och fram till och med vikingatiden, varav sista perioden i mindre utsträckning. Detta gravfält är ett av de få gravfält i Sverige som har blivit totalundersökt och man kunde följa gravskickets utveckling genom hela järnåldern. Omkring 500 e.Kr. var hela gravfältet belagt med gravar, därefter lade man de nya gravarna ovanpå de äldre utan att skada dessa. Men omkring 1950 framkom krav från Bråvalla flygflottilj (F 13) som låg i Östra Eneby socken om behov av ytterligare mark för Bråvalla flygfält från Fiskeby AB. Den totala undersökningen, den mest omfattande gravfältsundersökningen som har utförts i Östergötland, kom därför att förrättas i Fiskeby Bergshage åren 1951–1952 under antikvarie Per Lundströms ledning vid sidan av Björn Allard, Evert Baudou, Jonas Berg, Lars Florin, Karl Gustaf Petersson, Ulla Silvén, Eva och Henry Simonsson. Efter undersökningen raserades gravfältet så idag återstår inget av detta, förutom utgrävningsrapporter och fyndmaterial. Till bronsåldersfynden räknas två skivnålar, ett fyr-ekrigt solhjul, några fragment av en rakkniv och en liten spiral, allt uppräknat material var tillverkat i brons. På ett ställe hade en grav anlagts över en hällristning, även den senare borttagen. I två av gravarna fann man uppsättningar av vapen och de torde därför ha varit gravar för krigare. Vid sidan av detta gravfält undersöktes även ett mindre gravfält cirka 150 meter öster om Fiskeby Bergshage, detta innehöll ett 20-tal gravar, men var delvis skadat.

## Fiskeby handpappersbruk

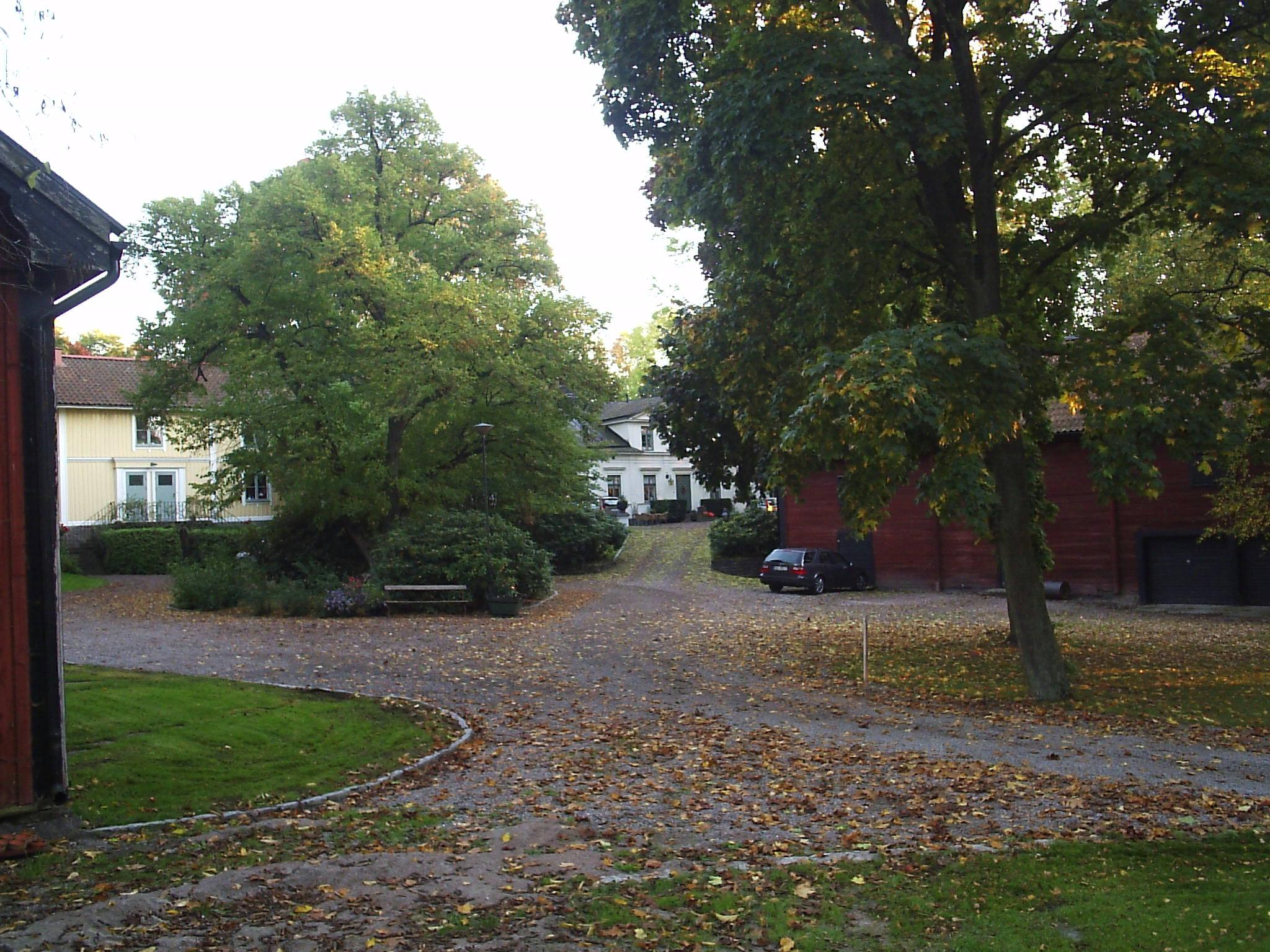
Fiskeby bruks herrgård, den äldre till vänster och den yngre till höger.

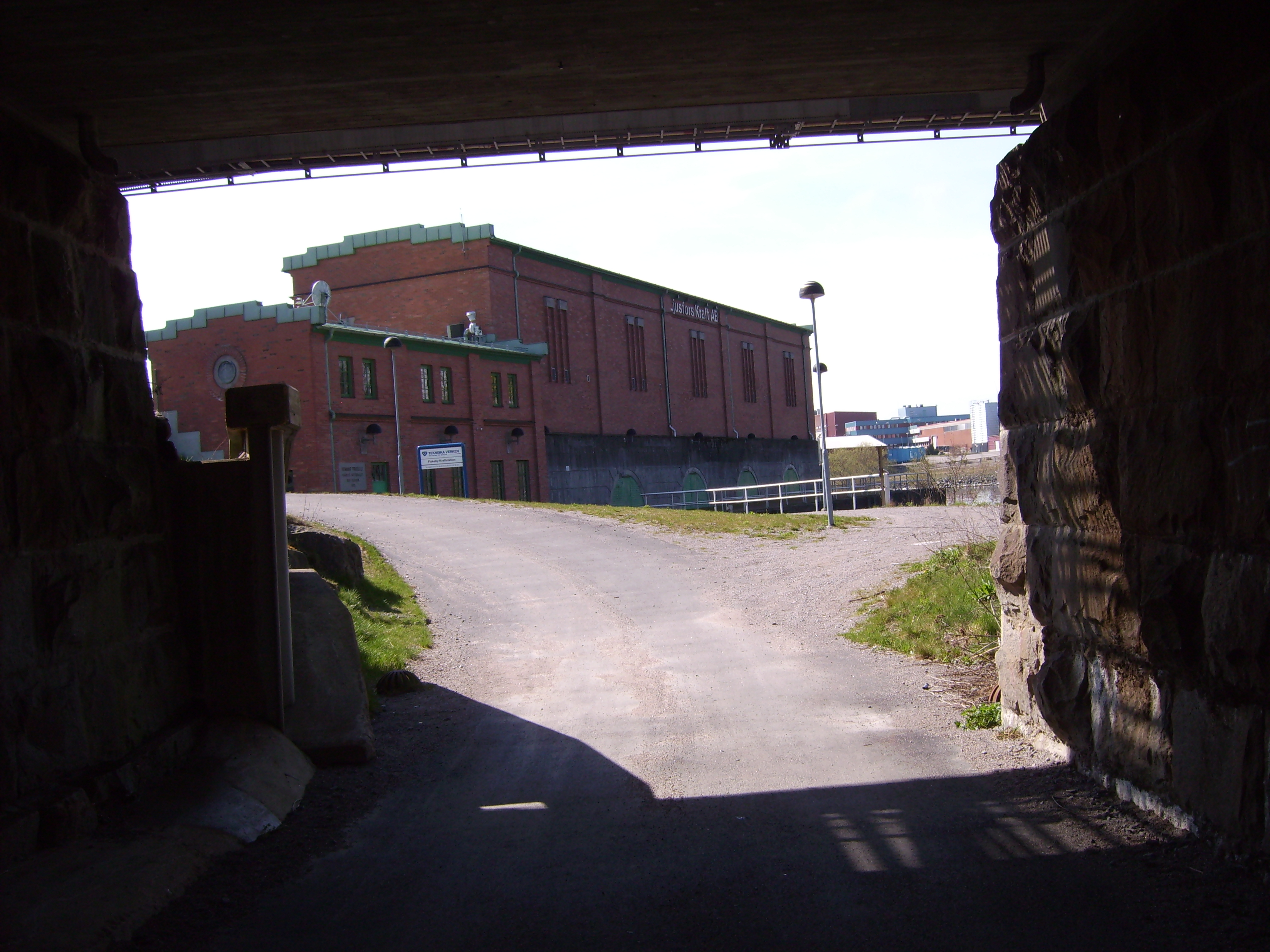
Fiskeby kraftstation

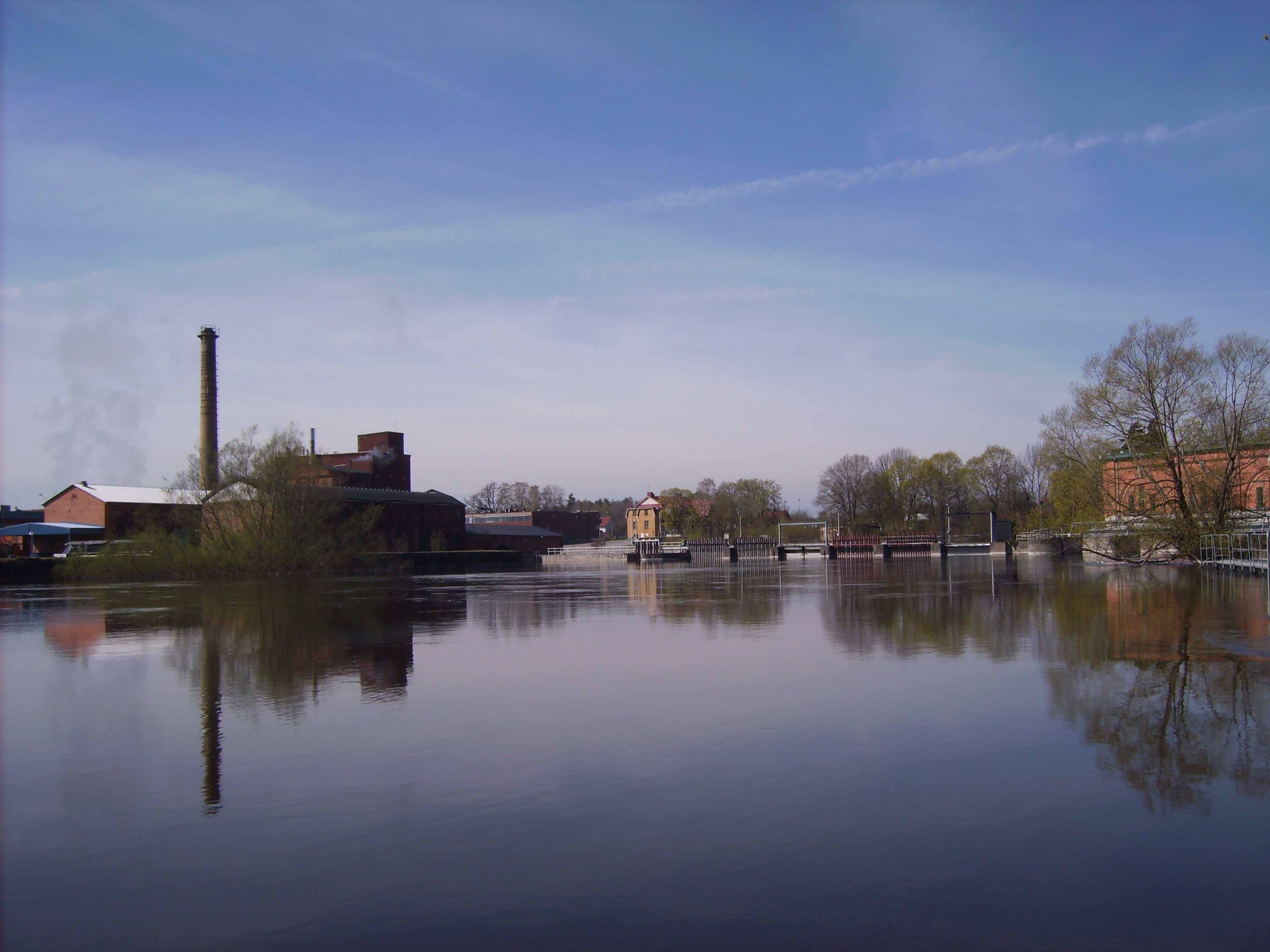
Fiskeby bruk

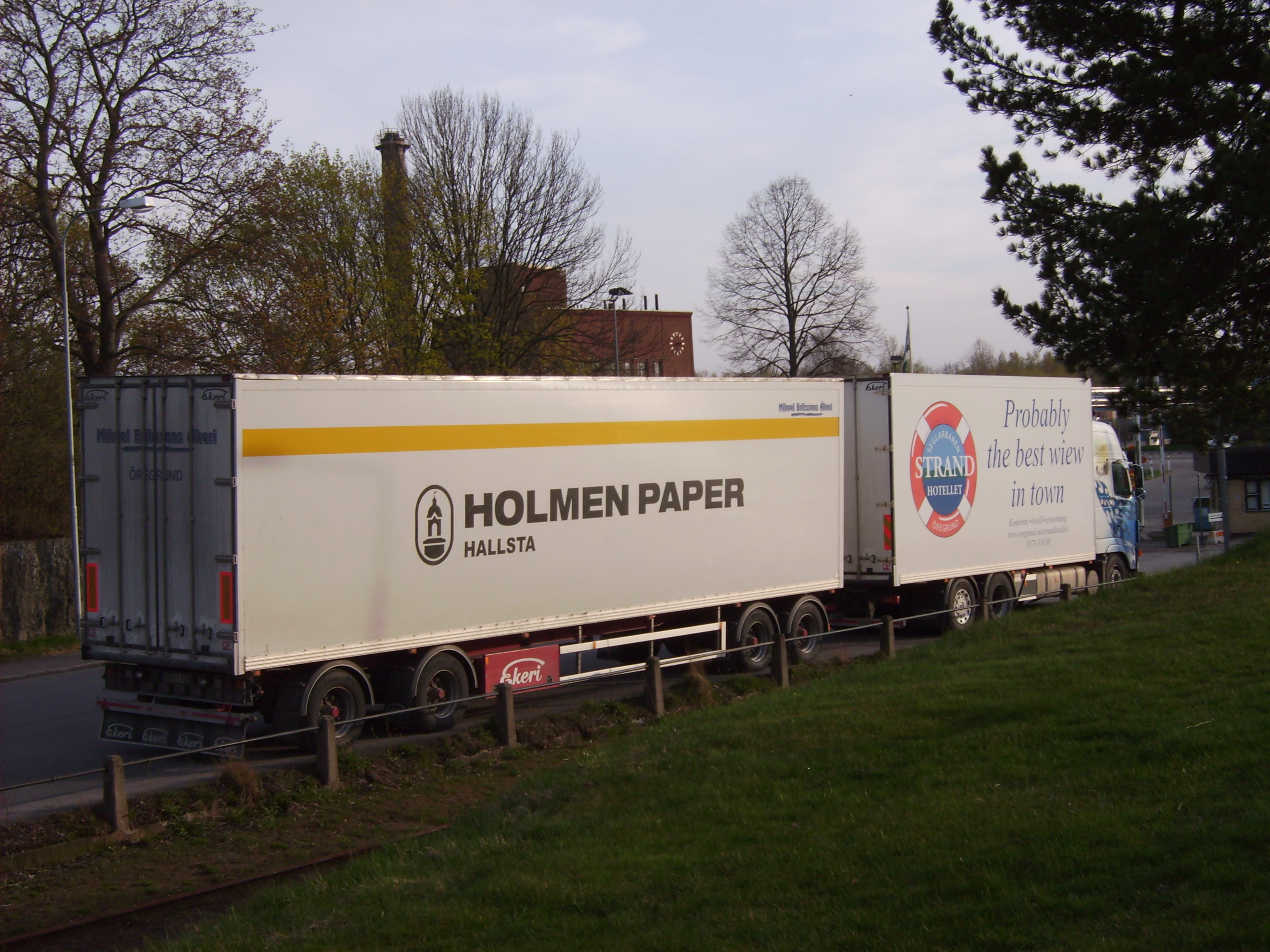
Lastbilstransport till bruksporten

### Före bruket
Fiskeby var från början en by, bestående av ett antal gårdar med några mjölkvarnar vid vattnet. Platsen blev viktig först när Finspångs styckebruk växte på 1580-talet, och stångjärnet behövde fraktas till Norrköping. Då vattenfallen nedanför Fiskeby omöjliggjorde vidare transport vattenvägen bildades här en naturlig omlastningsplats, där allt packades om för att sedan fraktas landvägen till Norrköping.
Louis de Geer insåg tidigt platsens strategiska position, och arrenderade Fiskeby från 1628 och framåt. På hans befallning byggdes en krutkammare, vilket blev den första industriella verksamheten i Fiskeby. 1641 bestämde han sig slutligen för att köpa såväl mjölkvarnen som marken, men pappersbruket, grundat 1637, förblev i sina grundares ägo fram till 1649.
Kranakajen som lastplats med en kran är belagd från omkring 1650, men är troligen betydligt äldre. Kajen har därefter av allt att döma haft en nyckelroll för svensk vapenexport under 300 år, från 1500-talet och till 1800-talets slut. Kanonerna fördes med båt till Kranakajen och transporterades sedan oxdragna vagnar till Kanontorget i Norrköpings hamn intill den nuvarande gångbron Tullhusbron.

### Grundandet och den första tiden
Sverige genomgick under 1600-talets första hälft en enorm byråkratiseringsprocess, vilket ökade behovet av papper något enormt. Det mesta importerades från Holland, men flera svenska pappersbruk grundades också under 1600-talet. Norrköpings första pappersbruk hade grundats av 1633 av Louis de Geer, och låg på Laxholmen. Det skulle bara vara i 10 år innan det brann ner, men Fiskeby skulle komma att få en mycket längre historia.
Verksamheten startades 1637, då de två borgmästarna i Norrköping, Anders Mattsson (1591-1642) och Nils Månsson (1586-1639), fick privilegier på papperstillverkning från drottning Kristina. Pappersbruket uppfördes på den så kallade Fiskebyholmen, och använde sig av ett redan befintligt vattenfall i Motala Ström. Allt arbete gjordes för hand, och pappret tillverkades av lump, som ofta blev över från klädindustrierna i staden. Grundaren Nils Månsson dog 1643, och bruket ärvdes av hans son Magnus.
De första två på Fiskeby bosatta pappersmakarna var Lars Svensson och Erik Andersson. Lars Svensson var född i Risinge socken, och möjligtvis son till en tidigare pappersmakare från Norrköping, Sven Månsson. Erik Andersson var son till en av bönderna i Fiskeby. 1643 ansökte de båda hos Bråbo häradsrätt om att få studera pappersmakeri utomlands, vilket beviljades. 8 år senare återvände Lars Svensson till Fiskeby, efter många år på kontinenten. Bruket hade under tiden drivits av en pappersmakare vid namn Olof Månsson, och sedan 1649 övergått i släkten de Geers ägo.
Pappersbruket hade nämligen köpts upp av Louis de Geer d.y., som 1648 hade fått ärva ett enormt industrikomplex efter sin far. Han omvandlade de tre gårdarna i Fiskeby by, kvarnen och pappersbruket till ett säteri, och därmed blev de alla skattefria från 1648. Beslutet omprövades dock 1662, och då visade det sig att de Geer inte alls hade rätt att undvika skatt, och hemmanet drogs in. Pappersbruket blev dock fortsatt skattefritt, då bruket sades tillhöra Finspångs styckebruk. Vid omprövningen bodde det totalt 18 personer i Fiskeby, varav 12 var bönder, tre var pappersmakare och tre var mjölnare.

### Tiden 1670 - 1855
Under 16/17/början av 1800-talen bedrevs verksamheten i ganska liten omfattning. De största kunderna var Östra Eneby och Norrköpings församlingar, Länsstyrelsen och Finspångs styckebruk. Även lantmätaren Jean de Rogier använde sig av papper från Fiskeby. Under stora delar av tiden arrenderades bruket ut till olika pappersmakare, som fick ansvara för produktionen.
Ägare under tiden 1649-1855:
- 1649 - 1738: Louis de Geer (1622-1695) med ättlingar.
- 1738-1793: Friherre Jean-Jacques de Geer med ättlingar.
- 1793-1847 (Arrenderat från 1776): Pappersmakare Anders Bergström med ättlingar.
- 1847-åtminstone 1855: Grevarna Adolf Fredrik och Carl August Gyldenstolpe.

Under grevarna Gyldenstolpes tid arrenderades bruket ut till Gustav Odelstierna på Göstad gård i Vånga socken. Eftersom han bodde så pass långt bort så anställde han i sin tur pappersmästare P. P. Blomqvist att sköta pappersbruket. Med maskinernas intåg på marknaden blev dock handpapperstillverkningen olönsam, och 1852 lades därför verksamheten om till färgtillverkning. Pappersfabriken från 1818 byggdes om till en bresiljekvarn, och tre personer anställdes för färgtillverkningen. Färgen tillverkades av det importerade bresiljeträdet från Brasilien, därav namnet.
Verksamheten blev dock kortvarig, då kvarnen och två andra byggnader tragiskt brann ner 1855. Verksamheten återupptogs inte igen, och tiden mellan 1855 och 1871 pågick ingen fabriksverksamhet vid Fiskeby.

## Fiskeby Fabriks aktiebolag
1871 bestämde man sig för att försöka igen, och planer till ett modernt pappersverk lades fram. Åren 1872–1873 uppfördes så på samma plats i Östra Eneby socken ett bruk av röd tegelsten, det som kan ses idag. I fabriken tillverkades förhydningspapp och omslagspapper, vartill senare tillkom ett träsliperi på andra sidan strömmen i Borgs socken, allt tillhörigt Fiskeby fabriks aktiebolag. År 1873 uppförde man här även en av Sveriges första kraftverksbyggnader. Initiativtagare var Carl Ekman, och den första vd:n blev Johan Blomberg.

### 1906
Pappersbruket hade år 1906 sex stycken papp- och pappersmaskiner, träsliperiet två slipverk och sulfitfabriken två kokare, det förra drevs av sex vattenturbiner om 450 hästkrafter och en om 40 hästkrafter för elektrisk generator, sliperiet av fyra turbiner om 425 hästkrafter samt två för elektriska generatorer. Tillverkningen uppgick 1906 till 1283 ton papp (förhydnings-, press- och takpapp), 4121 ton kardus-, makulatur- och annat grovt papper samt 3700 ton kemisk våt trämassa och 1750 ton mekanisk dito, alltsammans med ett värde av 1714000 kronor. Antalet arbetare var 236 vid pappersbruket och 81 vid trämassefabriken.

### 1987
Holmen hade tagit över stora delar av Fiskeby, men huvudfabriken kvarstod under namnet Fiskeby Board AB på den plats där bruket grundades 350 år tidigare. Man hade 375 anställda och gjorde stora investeringar för framtiden, bland annat deras kartongmaskin byggdes om och förbättrades, och togs i bruk under senare delen av året.

### 1990
Fiskeby bruk uppköptes av Riverwood International Corp, USA.

### 2003
Riverwood International Corporation gick samman med Graphic Packaging och bildade Graphic Packaging International Inc.

### 2005
Fiskeby bytte namn till Graphic Packaging International Sweden AB.

### 2007
Graphic Packaging International Sweden blev privatägt.

### 2008
Företaget återtog namnet Fiskeby Board AB

### 2010
En ny fastbränslepanna för produktion av ånga och el invigdes. Den nya anläggningen säkrade hela behovet av ånga till kartongproduktionen och upp till 40 % av brukets övriga elbehov.